# 安德烈·古利提
安德烈·古利提（義大利語：Andrea Gritti，1455年—1538年12月）或譯葛利提是一位十六世紀時的威尼斯共和國總督（又稱執政官），於1523年至1538年在位。在此之前，他於外交和軍事方面亦對威尼斯共和國有著傑出的貢獻。

## 生平

### 早年
安德烈·古利提出生於維羅納附近的巴多利諾鎮，他的早年生活大部分時間都在他鄉君士坦丁堡當一名糧食商人，並時刻照顧著其威尼斯同胞於當地的貿易利益。在1490年代後期，他開始藉由日常的商務信函往來之便，暗中把鄂圖曼土耳其帝國海軍的一舉一動全部以編碼保密的方式傳送回祖國威尼斯。至1499年，古利提的祕密行動終於被揭發，隨即就被鄂圖曼方面指控間諜罪名而收監囚禁。不過，由於與朝中的維齊爾大臣私交甚篤，加之以賄賂疏通的手段，他既逃過被處決的命運，甚至僅僅困在獄中數年就獲赦釋放。古利提逃回祖國後受到重用，加入軍事委員會組織，又憑自己在異國多年的見識而倡導強化威尼斯軍隊的實力。

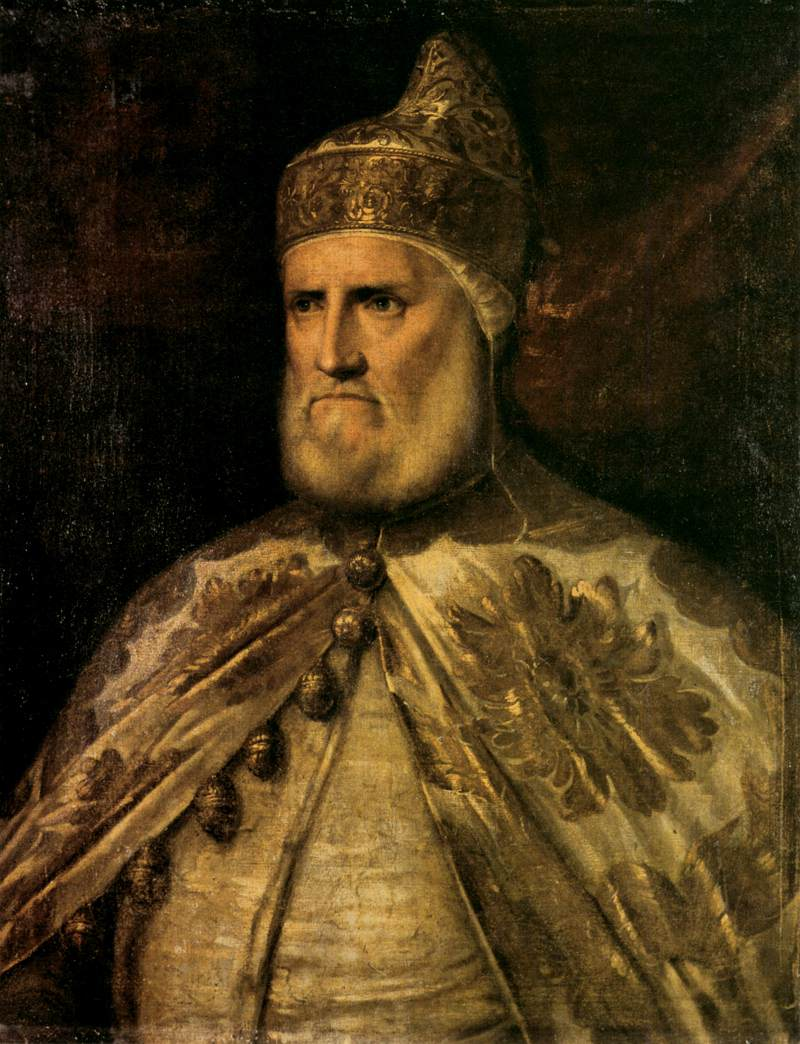
另一幅同樣出自提香手筆的肖像畫

### 軍旅生涯
當時，十六世紀初的威尼斯共和國面對神聖羅馬帝國和法蘭西王國的挑戰，已經喪失掉在意大利內陸的近乎全部領土，而古利提在這個過程及其後的一系列報復戰爭裡都扮演著重要的角色：1509年，威尼斯在阿尼亞德洛戰役中被毗鄰且虎視眈眈的法國路易十二大敗之後，北部重鎮倫巴底整區淪陷，古利提在這個危急關頭被委任為特雷維索一地的軍事將領，並在共和國權力核心的十人委員會正式責令之下動員對抗入侵者，當時不單首都全境的成年男子被徵調入伍，連商船也盡數納入軍隊指揮。7月17日，古利提在數百士兵和城內居民的幫忙下俘虜了上千名敵軍，在一夜之間奪回意大利北部的帕多瓦，並以此地為抵抗馬克西米利安一世的前線據點，隨之相繼收復維琴察、貝盧諾、阿斯蒂等地。1510年，隨著另一名重要的僱傭兵將領尼可羅·迪·皮蒂利亞諾的去世，古利提更進一步出任陸軍統帥，接掌威尼斯共和國全軍。不過由於法蘭西王國方面仍舊發動強烈的攻勢入侵，古利提繼任後不得不放棄國家的根據地，撤離首都威尼斯。之後他繼續率領威尼斯軍隊參與入康布雷同盟和後續的反法國神聖同盟戰爭之中。至1512年，他開始與準法王法蘭索瓦一世展開談判，最終以威尼斯退出神聖同盟為條件，換取與法蘭西王國即日停戰並結成盟友。

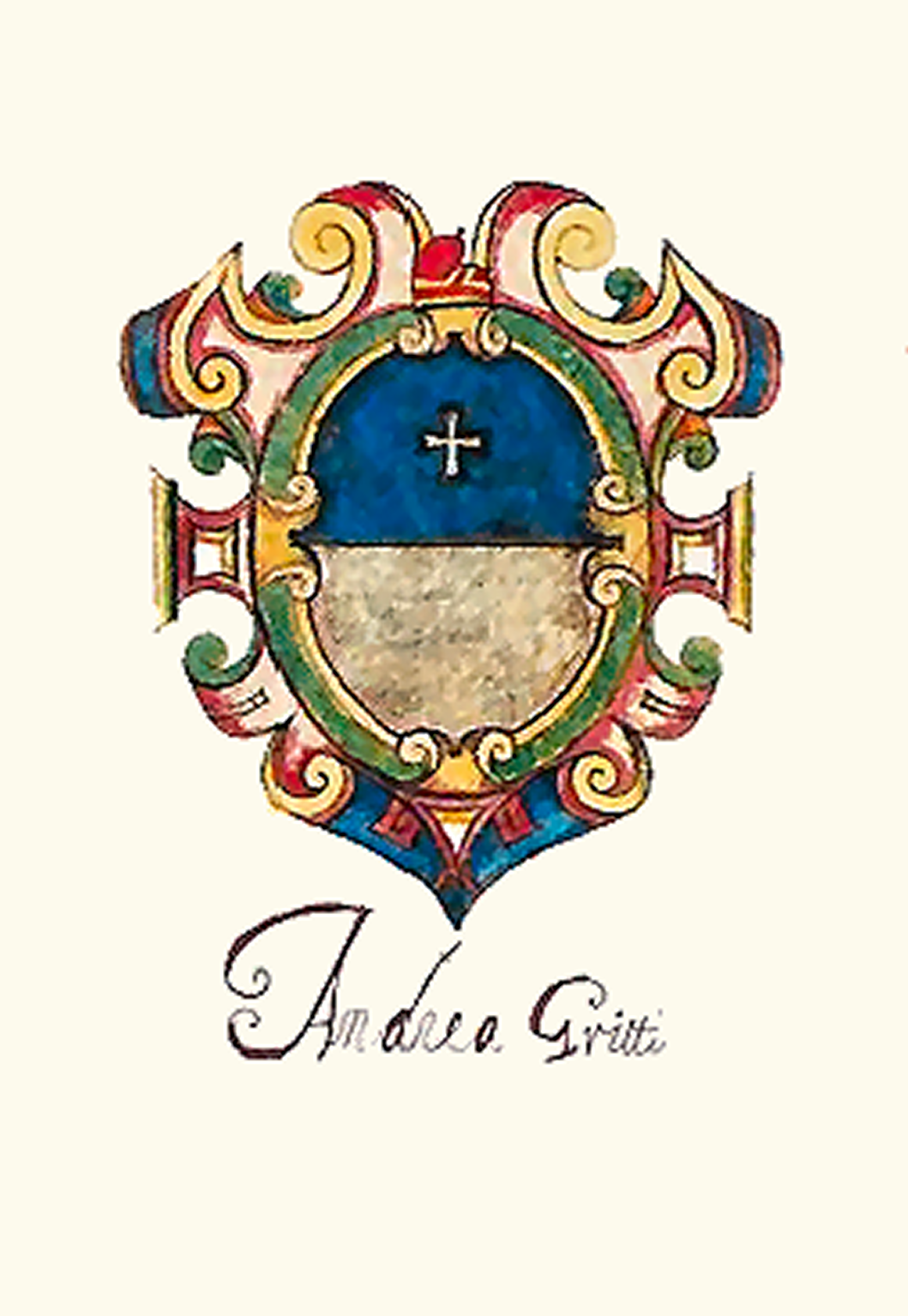
安德烈·古利提的紋章

### 成為總督

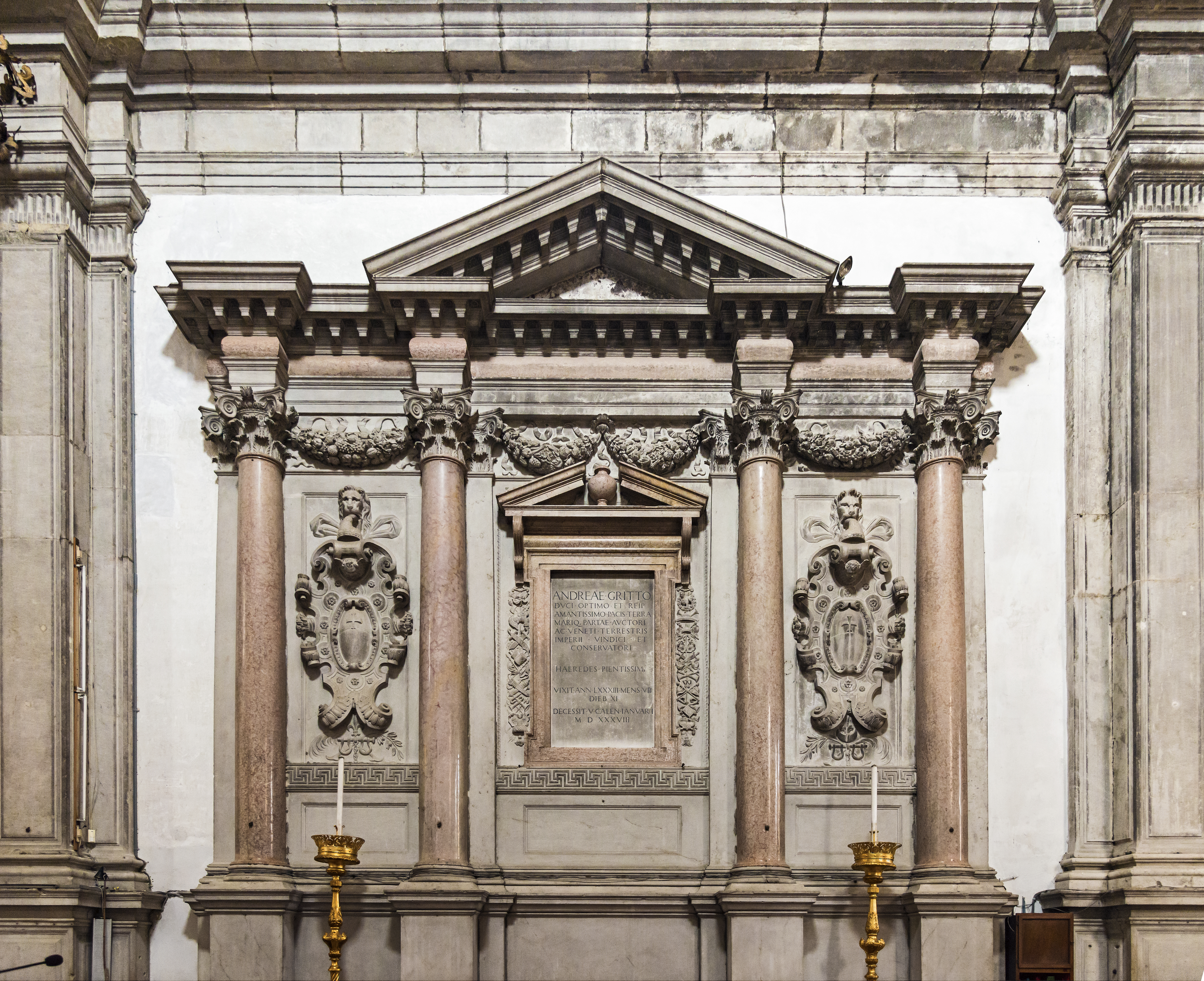
他的墳墓在威尼斯。

1523年，安德烈·古利提當選威尼斯總督，外交戰略老練的他上任後的首要政策就是與神聖羅馬帝國的查理五世簽約議和，就此脫離掉紛擾多時的意大利戰爭。此舉的用意在於可令威尼斯重新將集中力轉回貿易事業之上，因為它一貫把持著的從陸路引進珍貴香辛料的壟斷地位和國家利益，近來已經開始被葡萄牙、西班牙、荷蘭等新興遠洋貿易國家所大大動搖。從此開始，古利提努力嘗試保持威尼斯的中立性，使國家既不傾向法蘭索瓦一世，也不傾向另一邊廂的查理五世；同時他還敦促雙方把其注意力投向東方，合作防範正欲吞併匈牙利的鄂圖曼帝國。儘管早有戒心，但他仍然無法阻止雄心勃勃的蘇丹大帝蘇里曼一世於1537年進攻科孚島。威尼斯的海軍部隊擊退了對方的第一浪攻勢，古利提也試圖活用外交手段躲過戰爭，希望避免兩國自1503年締結的互不侵犯關係告吹。不過，鄂圖曼方面給予的答覆卻強硬無禮，要求威尼斯自動割讓科孚島主權，要不就準備開戰。出於科孚島位處亞德里亞海出口，乃威尼斯通往愛奧尼亞海的戰略貿易大門，因此絕不可能輕易地奉送給他國。此次衝突自然進而併發成為威尼斯與鄂圖曼帝國之間的全面戰爭，甚至連西班牙、教皇國、馬爾他騎士團等其他天主教國家都被牽涉連繫起來，號稱為海上的新十字軍。不久之後，無法挽救開戰局面的古利提便於1538年撒手人寰。

## 外部連結

提香繪畫於1545年的古利提畫像，緊繃的右手象徵其大權在握，令人印象難忘

- Doge Andrea Gritti
- 刻上古利提肖像的古威尼斯銀幣 （页面存档备份，存于）

| 官衔                       | 官衔                 | 官衔                 |
| -------------------------- | -------------------- | -------------------- |
| 前任者： 安托尼奥·格里曼尼 | 威尼斯总督 1523–1538 | 繼任者： 彼得罗·朗道 |